# Charles Brudenell-Bruce (1er marquis d'Ailesbury)
Pour les articles homonymes, voir Brudenell (homonymie) et Bruce.
Charles Brudenell-Bruce, 1er marquis d'Ailesbury (14 février 1773 - 4 janvier 1856) est un pair et homme politique britannique.

## Biographie
Il est le troisième fils de Thomas Brudenell-Bruce (1er comte d'Ailesbury) et de sa première épouse, Susanna, fille et héritière de Henry Hoare, banquier de Stourhead et veuve du vicomte Dungarvan, mais le seul à avoir passé l'enfance. Il fait ses études privées à l'étranger en Italie à partir de 1783 avant d'être envoyé à l'Université de Leyde.

## Carrière
En 1792, il rejoint la milice du Berkshire en tant qu'enseigne. En 1796, il est nommé capitaine du Marlborough Yeomanry. Il est promu colonel dans le comté de Wiltshire en 1797-1811. Il devient colonel de la milice du Wiltshire en 1811-1827, une nomination en grande partie honorifique.
Dès son plus jeune âge, son père lui demande de s'occuper des intérêts électoraux de la famille à Marlborough. À partir de 1796, il est député de Marlborough jusqu'à ce qu'il hérite des titres de son père le 19 avril 1814, comme baron Bruce de Tottenham House et comte d'Ailesbury.
Lord Bruce n'est pas très assidu des débats aux Communes. Il déçoit souvent les tentatives du gouvernement pour obtenir son vote. Le 19 février 1801, il appuie une motion de l'opposition demandant une enquête sur l'échec de l'expédition Ferrol . Il rejoint les vingt autres députés qui ont rejeté la paix d'Amiens le 14 mai 1802.
Cependant, Bruce appuie le projet de loi des volontaires irlandais des conservateurs le 16 avril 1804. Par la suite, il revient à la loyauté pittite en s'opposant à la motion de censure de Melville le 18 avril 1805. À la mort de Pitt, il fait partie des députés conservateurs qui se réunissent pour discuter de l'avenir . Grenville choisit d'abroger la loi sur les forces additionnelles, ce à quoi Bruce fait objection alors que la guerre contre la France fait rage en Europe, notamment en ce qui concerne le débat du 30 avril 1806, ayant été l'un des trente à voter contre. Il soulève une objection auprès du gouvernement concernant la pétition électorale pour Hampshire du 13 février 1807. Bruce est "défavorable" à l'abolition de la traite des esclaves quand il est débattu à la Chambre des Communes selon les principes économiques du laissez-faire traditionnel.
Le 16 mars 1807, Bruce est arrêté et placé en détention pour non-paiement de dettes. La Chambre lui interdit de siéger, la loi interdisant aux faillis d'être membres. Néanmoins, il a l'audace de s'adresser à l'administration du duc de Portland pour obtenir un titre de marquis, demande qui est rejetée .
Les élections générales sont marquées par la victoire du nouveau Premier ministre conservateur libéral Lord Liverpool, provoquée par l'assassinat de Perceval. L'année suivante, il vote contre le projet de loi sur les secours catholiques le 24 mai 1813. Bruce est fermement associé aux Ultras. Il adhère à la constitution whig, s'opposant à tout assouplissement du droit de vote et s'associe aux tories du duc de Wellington. Il quitte les Communes le 19 avril 1814, alors qu'il hérite du comté d'Ailesbury et de la baronnie Bruce de Tottenham.

### À la Chambre des lords
Il est nommé chevalier du chardon le 20 mai 1819. Lord Brudenell-Bruce esté créé 1er vicomte Savernake, de la forêt de Savernake, 1er comte Bruce de Whorlton, co. York et 1er marquis d'Ailesbury le 17 juillet 1821, avec beaucoup d'autres pairs à l'occasion du couronnement de George IV .
Il contrôle l'arrondissement de Marlborough, tenant pratiquement tous les électeurs, prétend le réformateur whig, Henry Hobhouse, député dans les débats du projet de loi Great Reform de 1831 . Il signe la protestation dissidente du comte de Mansfield lors de la troisième lecture du projet de loi . En 1843, il vote contre un projet de loi visant à supprimer les restrictions empêchant les Juifs de devenir membres. Il fait partie d'un grand nombre de pairs conservateurs qui luttent contre l'extension de la franchise .
Lord Ailesbury siège sur les bancs indépendants de la Chambre des lords, mais il a un penchant libéral pour soutenir les gouvernements whig.

## Famille

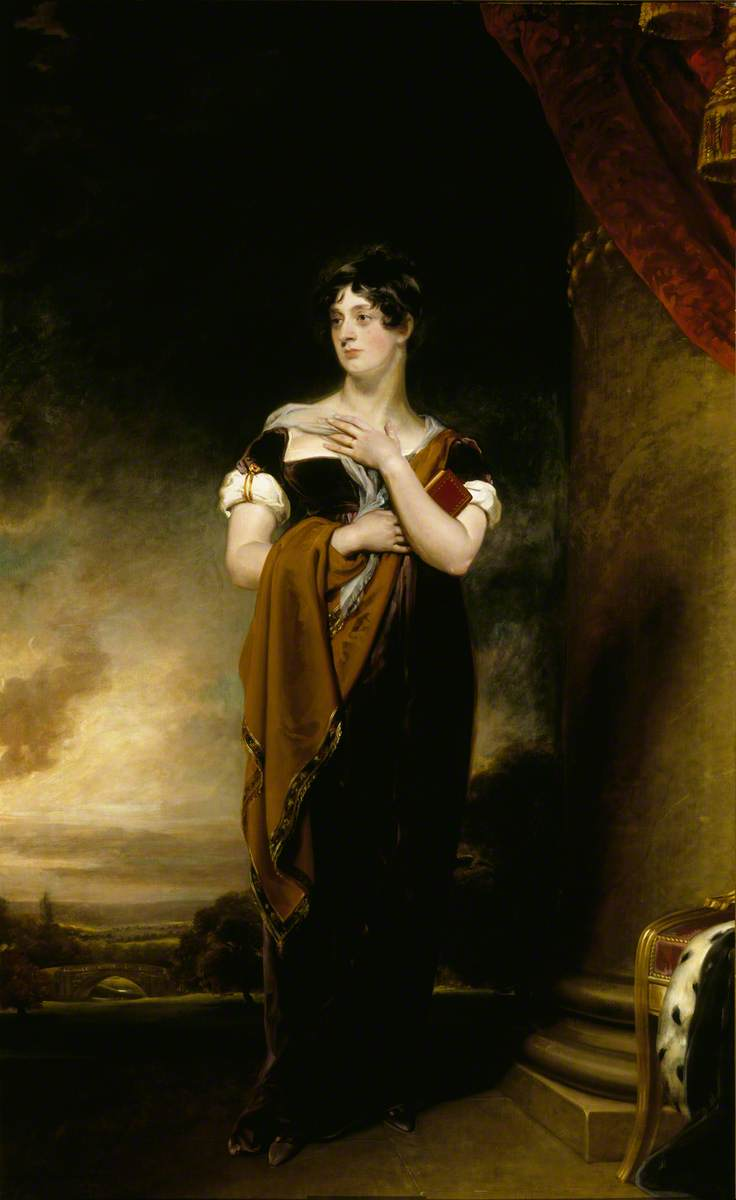
Portrait d'Henrietta Maria Hill, marquise d'Ailesbury, par Thomas Lawrence

Le 10 avril 1793, il se marie à Florence, avec l'hon. Henrietta Maria Hill, fille de Noel Hill (1er baron Berwick). Elle est morte le 2 janvier 1831. Ils ont cinq enfants:
- Charlotte Henrietta (Florence, 10 mai 1794 - date inconnue) et Lady Maria Carolina Ann (Florence, 10 mai 1794 [8]   - 1835). Maria épouse le comte de Mondreville ou Montreville le 17 juillet 1819 à Paris [9],[10].
- Lady Augusta Frederica (1795 - 1869), épouse Frederick Wentworth.
- George Brudenell-Bruce (2e marquis d'Ailesbury) (1804 – 1878)
- Lady Elizabeth (1807 – 1847), épouse le comte Christian Danneskiold-Samsøe.
- Lord Ernest Brudenell-Bruce (3e marquis d'Ailesbury) (8 janvier 1811 [11] - 1886)

Après la mort de sa femme en 1831, le marquis règle sa succession en plaçant dans un trust des biens considérables pour son fils aîné, ses maisons à Seymour Place et East Sheen à Londres, ainsi qu’à un bail de 99 ans sur des terrains situés dans le Wiltshire et le Yorkshire. L’allocation qui lui est versée couvre également des charges hypothécaires sur une dette de 104 000 £ .
La marquis épouse Maria Elizabeth Clarke, veuve de Charles John Clarke, deuxième fille de Hon Charles Tollemache, de Harrington, Northants, (par sa deuxième épouse, Gertrude Florinda Gardiner, fille du général William Gardiner), troisième fils de John Manners Hanby Hall, Lincs. Gertrude Florinda Gardiner est également une petite-fille de Louisa Tollemache, 7e comtesse de Dysart). Ils se marient le 20 août 1833 à Ham House, Petersham, Surrey. Ils ont un fils, Lord Charles Bruce (1834 - 1897), un soldat et courtisan. Elle meurt à Petersham le 7 mai 1893, à l'âge de quatre-vingt-trois ans . À sa mort en janvier 1856 à Tottenham Park, ses titres passent à son fils aîné, George. Il est enterré à la cour de l'église Great Bedwyn.

## Titulature
- 1773-1776 : l'honorable Charles Brudenell-Bruce ;
- 1776-1814 : baron Bruce ;
- 1814-1821 : comte d'Ailesbury ;
- 1821-1856 : marquis d'Ailesbury.